# آرکوس
آرکوس (انگلیسی: Archos) شرکت الکترونیک فرانسوی است، که در سال ۱۹۸۹ تأسیس شد.